# Primera B 2005 (Colombia)
La  Temporada 2005 de la Primera B, conocida como Copa Premier 2005 por motivos comerciales, fue la decimosexta de la segunda división del fútbol profesional colombiano.

## Sistema de juego
Se disputa en dos etapas. En el primer semestre se juegan 18 fechas. Luego del receso de mitad de año se jugarán otras 18. Cumplidas las 36 jornadas, se agruparán los 8 mejores equipos de la reclasificación total del año en dos cuadrangulares, en donde disputarán partidos a ida y vuelta. Posteriormente, los ganadores de dichos cuadrangulares jugarán la final, ascendiendo a la Primera A para la temporada 2006 el campeón.

## Equipos participantes

### Relevo anual de clubes
| Ascendido a la Primera A                      |
| --------------------------------------------- |
| Real Cartagena (Campeón de la Primera B 2004) |

| Descendido a la Primera B                          |
| -------------------------------------------------- |
| Cortuluá (Peor promedio acumulado en la Primera A) |

### Datos de los clubes
- Para esta temporada Deportivo Antioquia cambia su denominación a Florida Soccer, cambiando su localía de Itagüí a La Ceja.
- A partir de esta temporada compite Academia Fútbol Club, luego de adquirir la ficha del Chía Fútbol Club.
- A partir de esta temporada compite Barranquilla Fútbol Club, luego de adquirir la ficha del Johann Fútbol Club.
- A partir de esta temporada compite Depor Fútbol Club, bajo la denominación de Depor Cartago luego de adquirir la ficha del Real Sincelejo.
- Expreso Rojo cambia su localía de Cartagena a Sincelejo.

| Equipo                  | Ciudad/Municipio      | Estadio                                |
| ----------------------- | --------------------- | -------------------------------------- |
| Academia F. C.          | Bogotá                | Estadio de Compensar                   |
| Alianza Petrolera       | Barrancabermeja       | Estadio Daniel Villa Zapata            |
| Bajo Cauca              | Caucasia              | Estadio Orlando Aníbal Monroy          |
| Barranquilla F.C.       | Barranquilla          | Romelio Martínez                       |
| Bello F. C.             | Bello Medellín        | Estadio Tulio Ospina Atanasio Girardot |
| Bogotá F. C.            | Bogotá                | Estadio Alfonso López Pumarejo         |
| Centauros Villavicencio | Villavicencio         | Estadio Manuel Calle Lombana           |
| Cortuluá                | Tuluá                 | Estadio Doce de Octubre                |
| Cúcuta Deportivo        | Cúcuta                | Estadio General Santander              |
| Depor Cartago           | Cartago               | Estadio Santa Ana                      |
| Deportivo Rionegro      | Rionegro              | Estadio Alberto Grisales               |
| Expreso Rojo            | Sincelejo             | Estadio Arturo Cumplido Sierra         |
| Girardot F.C.           | Girardot              | Estadio Luis Antonio Duque Peña        |
| La Equidad              | Soacha (Cundinamarca) | Estadio Luis Carlos Galán Sarmiento    |
| Florida Soccer          | La Ceja               | Estadio Carlos Alberto Bernal          |
| Patriotas               | Tunja                 | Estadio La Independencia               |
| Pumas de Casanare       | Yopal                 | Estadio Pier Lora Muñoz                |
| Valledupar F. C.        | Valledupar            | Armando Maestre Pavajeau               |

## Todos contra todos

### Clasificación
| Pos | Equipo                  | Pts | PJ | G  | E  | P  | GF | GC | DIF |
| --- | ----------------------- | --- | -- | -- | -- | -- | -- | -- | --- |
| 1.  | Cúcuta Deportivo        | 61  | 34 | 17 | 10 | 7  | 45 | 24 | 21  |
| 2.  | Patriotas               | 61  | 34 | 17 | 10 | 7  | 51 | 33 | 18  |
| 3.  | Cortuluá                | 58  | 34 | 16 | 10 | 8  | 45 | 32 | 13  |
| 4.  | Valledupar F. C.        | 57  | 34 | 16 | 9  | 9  | 44 | 32 | 12  |
| 5.  | Academia                | 54  | 34 | 15 | 9  | 10 | 49 | 37 | 12  |
| 6.  | Pumas de Casanare       | 54  | 34 | 15 | 9  | 10 | 46 | 35 | 11  |
| 7.  | Deportivo Rionegro      | 53  | 34 | 14 | 11 | 9  | 54 | 38 | 16  |
| 8.  | Bajo Cauca              | 53  | 34 | 14 | 11 | 9  | 54 | 43 | 11  |
| 9.  | La Equidad              | 51  | 34 | 13 | 12 | 9  | 35 | 35 | 0   |
| 10. | Florida Soccer          | 46  | 34 | 13 | 7  | 14 | 37 | 51 | 14  |
| 11. | Expreso Rojo            | 46  | 34 | 12 | 10 | 12 | 46 | 34 | 12  |
| 12. | Bogotá F. C.            | 41  | 34 | 11 | 8  | 15 | 50 | 45 | 5   |
| 13. | Centauros Villavicencio | 39  | 34 | 10 | 9  | 15 | 38 | 56 | -18 |
| 14. | Barranquilla F. C.      | 36  | 34 | 8  | 12 | 14 | 39 | 47 | -8  |
| 15. | Bello F. C.             | 35  | 34 | 8  | 11 | 15 | 34 | 51 | -17 |
| 16. | Alianza Petrolera       | 33  | 34 | 6  | 15 | 13 | 30 | 49 | -19 |
| 17. | Depor Cartago           | 28  | 34 | 6  | 10 | 18 | 33 | 53 | -20 |
| 18. | Girardot F. C.          | 21  | 34 | 4  | 9  | 21 | 24 | 59 | -35 |

 Pts=Puntos; PJ=Partidos jugados; G=Partidos ganados; E=Partidos empatados; P=Partidos perdidos; GF=Goles a favor; GC=Goles en contra; DIF=Diferencia de gol
|  | Clasificado para los cuadrangulares semifinales. |
|  | Eliminado                                        |

## Cuadrangulares semifinales

### Grupo A
| Pos | Equipo             | Pts | PJ | G | E | P | GF | GC | DIF |
| --- | ------------------ | --- | -- | - | - | - | -- | -- | --- |
| 1.  | Cúcuta Deportivo   | 13  | 6  | 4 | 1 | 1 | 9  | 5  | 4   |
| 2.  | Cortuluá           | 10  | 6  | 3 | 1 | 2 | 9  | 7  | 2   |
| 3.  | Academia F. C.     | 7   | 6  | 2 | 1 | 3 | 5  | 6  | -1  |
| 4.  | Deportivo Rionegro | 4   | 6  | 1 | 1 | 4 | 4  | 9  | -5  |

### Grupo B
| Pos | Equipo            | Pts | PJ | G | E | P | GF | GC | DIF |
| --- | ----------------- | --- | -- | - | - | - | -- | -- | --- |
| 1.  | Bajo Cauca        | 11  | 6  | 3 | 2 | 1 | 10 | 7  | 3   |
| 2.  | Patriotas         | 10  | 6  | 3 | 1 | 2 | 9  | 4  | 5   |
| 3.  | Valledupar F. C.  | 6   | 6  | 1 | 3 | 2 | 8  | 10 | -2  |
| 4.  | Pumas de Casanare | 5   | 6  | 1 | 2 | 3 | 3  | 9  | -6  |

## Final
| Fecha           | Lugar                                   | Local            | Resultado | Visitante        |
| --------------- | --------------------------------------- | ---------------- | --------- | ---------------- |
| 3 de diciembre  | Estadio Orlando Aníbal Monroy, Caucasia | Bajo Cauca       | 1:1       | Cúcuta Deportivo |
| 10 de diciembre | Estadio General Santander, Cúcuta       | Cúcuta Deportivo | 1:0       | Bajo Cauca       |

|                                     |
| Bandera de Colombia                 |
| Campeón Cúcuta Deportivo 2.º título |

## Goleadores
| Jugador         | Equipo             | Goles |
| --------------- | ------------------ | ----- |
| Pablo Jaramillo | Deportivo Rionegro | 19    |
| Giribeth Cotes  | Valledupar F. C.   | 19    |
| Carlos Castro   | Bajo Cauca         | 18    |
| Wilberto Cosme  | Bogotá F. C.       | 17    |
| Oscar A Leon    | Cortuluá           | 11    |